# Mount Edgecombe Country Club
De Mount Edgecombe Country Club is een countryclub in Durban, Zuid-Afrika. De club is opgericht in 1935 en heeft twee 18-holes golfbanen met een par van 72.
De MECC Estate is een gated community die in 1935 werd opgericht. De MECC heeft een golfclub met twee golfbanen, een squashclub met twee banen, een tennisclub met vier verlichte banen, een bowlingclub met twee banen en sinds 2012 ook een sportvisclub.

## Golf
De eerste golfbaan werd een parkbaan, ontworpen door de Zuid-Afrikaanse golfer Sid Brews. De eerste baan werd door Hugh Baiocchi gerenoveerd.
De tweede baan werd in 1977 geopend en kreeg een eigen clubhuis.

## Golftoernooien
- Mount Edgecombe Trophy: 1993, 1994, 2007 & 2008
- South African Amateur Strokeplay Championship: 1998 & 2011
- Nelson Mandela Championship: 2012 & 2013